# Jean-Baptiste Dumas
Jean-Baptiste-André Dumas (Alès, 14 de julio de 1800 - Cannes, 10 de abril de 1884) fue un químico, político y catedrático francés.

## Semblanza
Además de la carrera científica y política, fundó junto con Alphonse Lavallée la Escuela Central de París (École centrale Paris) en 1829, una de las grandes escuelas de ingeniería francesas.
Sucedió a Louis Jacques Thénard en la cátedra de química de l'École polytechnique; y a Jean-Baptiste Biot en la Facultad de Ciencias de París en 1841. Henri Sainte-Claire Deville le sucedió como profesor en 1868.
Por otro lado, llegó a hacerse cargo del Ministerio de Agricultura y Comercio entre 1850 y 1851, desempeñando además otras funciones locales en el ejecutivo parisino.
Fue quien desarrolló la determinación del nitrógeno a partir del ataque de una muestra mezclándola y calentándola con óxido de cobre en una atmósfera de dióxido de carbono (CO2). Los gases emanados de aquella combustión se reducían en cobre y el nitrógeno molecular era luego determinado volumétricamente; este método se conoce como Método Dumas.

## Homenajes

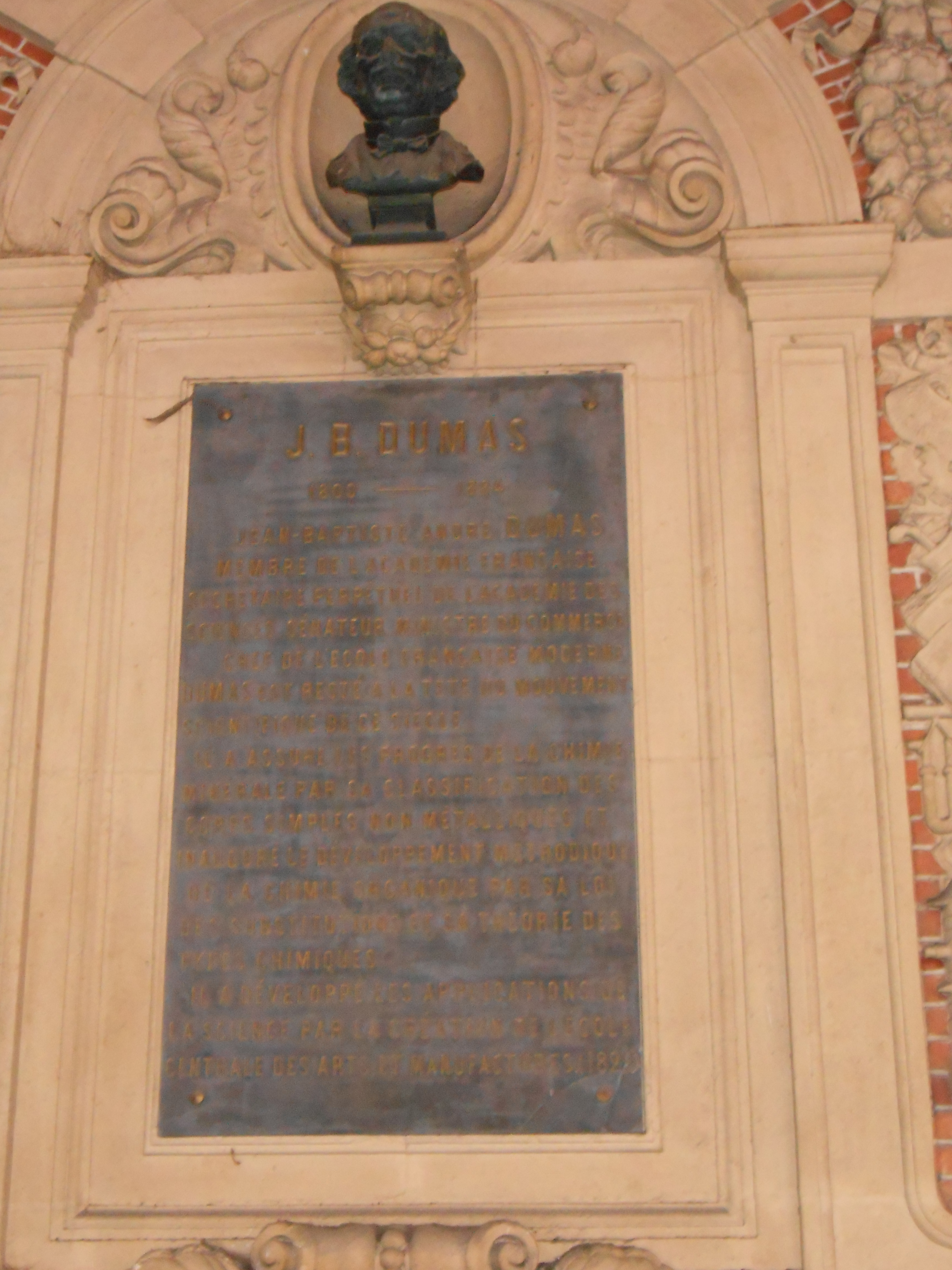
Busto de Jean-Baptiste Dumas en la Vieille Bourse de Lille (1853)

- Su nombre se encuentra grabado en la lista de 72 científicos de la Torre Eiffel.

## Obra
- Traité de chimie appliquée aux arts. París 1828–46, 8 vols. Nürnberg 1844–49, 8 vols.

- Leçons sur la philosophie chimique. París 1837; en alemán Rammelsberg, Berlín 1839

- Thèse sur la question de l’action du calorique sur les corps organiques. París 1838

- Essai sur la statique chimique des êtres organisés. París 1841, 3.ª ed. 1844; en alemán Vieweg, Leipzig 1844

- Die Philosophie der Chemie: Vorlesungen, geh. im Collège de France / Jean-Baptiste Dumas. Gesammelt von Amand Bieneau u. ins Dt. übertr. von C. Karl Friedrich Rommelsberg. – Berlín: Lüderitz, 1839. [http://nbn-resolving.de/urn:nbn:de:hbz:061:2-13497 en línea en Univ. y Biblioteca del Estado de Düsseldorf

## Literatura
- Günther Bugge (ed.) Das Buch der Grossen Chemiker. Vol. 2: Liebig bis Arrhenius. Verlag Chemie, Weinheim 1929, pp. 53 ff. (Reimpreso ibíd. 1974, ISBN 3-527-25021-2)

- Friedrich Chatrin. Ciencia franco-alemán en la primera transferencia de mitad del siglo 19 por el ejemplo de la revista „Repertorium für die Pharmacie“. En: Revue d'histoire de la pharmacie. 84e année, N. 312, 1996, ISSN 0035-2349 pp. 318–323